# Druga crnogorska fudbalska liga 2009-2010
La Druga crnogorska fudbalska liga 2009-2010 (seconda lega calcistica montenegrina 2009-2010), conosciuta semplicemente anche come 2.CFL 2009-2010, è stata la 4ª edizione di questa competizione, la seconda divisione del campionato montenegrino di calcio.

## Stagione

### Avvenimenti
Al campionato sono iscritte 12 squadre. Nella edizione precedente sono state promosse Berane e Mornar e retrocesse Arsenal Tivat e Ribnica.

Sono state sostituite da Jedinstvo Bijelo Polje, Jezero (retrocesse dalla 1.CFL 2008-2009), OFK Bar e Gusinje (promosse dalla 3.CFL 2008-2009 dopo gli spareggi fra le vincitrici dei gironi, la Zora è la squadra esclusa).

### Formula
In stagione le squadre partecipanti sono 12: 2 che sono retrocesse dalla 1.CFL, 8 che hanno mantenuto la categoria e 2 promosse dalla 3.CFL.
Le 12 squadre disputano un girone andata-ritorno; al termine delle 22 giornate ne disputano ancora 11 secondo uno schema prefissato (totale 33 giornate), al termine di queste:
- La prima classificata viene promossa in 1.CFL 2010-2011
- Seconda e terza classificata vanno agli spareggi contro penultima e terzultima di 1.CFL 2009-2010
- Le ultime due classificate vengono retrocesse in 3.CFL 2010-2011

## Squadre
| Club           | Città        | Stadio                  | Posizione 2008-2009                  |
| -------------- | ------------ | ----------------------- | ------------------------------------ |
| Jezero         | Plav         | Stadion pod Racinom     | 10º in 1. CFL                        |
| Jedinstvo      | Bijelo Polje | Gradski stadion         | 12º in 1. CFL                        |
| Mladost CKB    | Podgorica    | Stadion Cvijetni Brijeg | 2º in 2. CFL                         |
| Otrant-Olympic | Dulcigno     | Stadion Olimpik         | 4º in 2. CFL                         |
| Ibar           | Rožaje       | Stadion Bandžovo Brdo   | 5º in 2. CFL                         |
| Bokelj         | Cattaro      | Stadion pod Vrmcem      | 6º in 2. CFL                         |
| Bratstvo       | Podgorica    | Stadion Ljajkovići      | 7º in 2. CFL                         |
| Crvena Stijena | Podgorica    | Stadion Tološi          | 8º in 2. CFL                         |
| Zabjelo        | Podgorica    | Stadion Zabjelo         | 9º in 2. CFL                         |
| Čelik          | Nikšić       | Stadion Željezare       | 10º in 2. CFL                        |
| OFK Bar        | Antivari     | Stadion Topolica        | 1º in 3. CFL Sud, 1º negli spareggi  |
| Gusinje        | Gusinje      | Gradski stadion         | 1º in 3. CFL Nord, 2º negli spareggi |

## Classifica
|  | Pos. | Squadra                | Pt | G  | V  | N  | P  | GF | GS | DR  |
|  | ---- | ---------------------- | -- | -- | -- | -- | -- | -- | -- | --- |
|  | 1.   | Mladost Podgorica      | 71 | 33 | 21 | 8  | 4  | 75 | 32 | +43 |
|  | 2.   | OFK Bar                | 65 | 33 | 18 | 11 | 4  | 40 | 10 | +30 |
|  | 3.   | Bratstvo               | 56 | 33 | 15 | 11 | 7  | 35 | 24 | +11 |
|  | 4.   | Bokelj                 | 51 | 33 | 13 | 12 | 8  | 52 | 25 | +27 |
|  | 5.   | Zabjelo                | 45 | 33 | 12 | 9  | 12 | 33 | 34 | −1  |
|  | 6.   | Jedinstvo Bijelo Polje | 43 | 33 | 11 | 10 | 12 | 42 | 43 | −1  |
|  | 7.   | Jezero                 | 40 | 33 | 11 | 7  | 15 | 41 | 50 | −9  |
|  | 8.   | Čelik Nikšić           | 39 | 33 | 11 | 6  | 16 | 36 | 51 | −15 |
|  | 9.   | Ibar                   | 37 | 33 | 10 | 7  | 16 | 27 | 44 | −17 |
|  | 10.  | Otrant-Olympic         | 36 | 33 | 8  | 12 | 13 | 28 | 35 | −7  |
|  | 11.  | Crvena Stijena         | 36 | 33 | 9  | 9  | 15 | 30 | 44 | −14 |
|  | 12.  | Gusinje                | 21 | 33 | 5  | 6  | 22 | 19 | 66 | −47 |

Legenda:
      Promosso in 1.CFL 2010-2011.
  Partecipa agli spareggi-promozione.
      Retrocesso in 3.CFL.
Regolamento:
Tre punti a vittoria, uno a pareggio, zero a sconfitta.

### Classifica avulsa
Per determinare la 10ª (salvezza) ed 11ª posizione (retrocessione) fra le due squadre a 36 punti, si fa ricorso alla classifica avulsa. Vista la parità persistente, si ricorre alla differenza-reti generale che premia l'Otrant-Olympic.
|  | Pos. | Squadra        | Pt | G | V | N | P | GF | GS | DR |
|  | ---- | -------------- | -- | - | - | - | - | -- | -- | -- |
|  | 10.  | Otrant-Olympic | 3  | 3 | 0 | 3 | 0 | 1  | 1  | 0  |
|  | 11.  | Crvena Stijena | 3  | 3 | 0 | 3 | 0 | 1  | 1  | 0  |

## Risultati
|                | Bar     | Bok     | Bra     | Gus     | Zab     | Iba     | Jed     | Jez     | Mla     | Otr     | C.S     | Čel     |
| -------------- | ------- | ------- | ------- | ------- | ------- | ------- | ------- | ------- | ------- | ------- | ------- | ------- |
| OFK Bar        | ––––    | 0:0 2:0 | 3:0 1:0 | 1:0 5:0 | 2:0     | 1:0     | 1:1     | 1:0     | 0:0     | 0:0     | 1:1     | 1:1 3:0 |
| Bokelj         | 0:1     | ––––    | 4:4 0:1 | 3:0 0:0 | 0:0 2:0 | 3:0     | 3:0     | 2:0     | 1:1     | 1:1 0:0 | 1:2     | 2:1 0:1 |
| Bratstvo       | 0:1     | 0:0     | ––––    | 4:0     | 1:0 1:1 | 2:0 1:0 | 1:0 0:0 | 1:0 1:1 | 2:2 0:0 | 0:1     | 1:0     | 3:0     |
| Gusinje        | 0:1     | 2:3     | 1:2 0:1 | ––––    | 1:1 2:1 | 0:1 0:2 | 1:4 5:0 | 2:1 0:3 | 1:3     | 0:2     | 2:1 0:1 | 2:4     |
| Zabjelo        | 0:2 1:0 | 1:1     | 1:1     | 0:0     | ––––    | 2:1 3:0 | 1:2 1:0 | 2:1 0:2 | 0:1 2:1 | 1:1     | 1:0     | 1:2     |
| Ibar           | 0:2 1:2 | 0:0 1:0 | 2:2     | 1:0     | 1:0     | ––––    | 1:0     | 2:1     | 1:3 0:2 | 0:2 0:1 | 0:2 3:0 | 0:0 0:4 |
| Jedinstvo      | 0:2     | 1:0 0:0 | 1:0     | 1:1     | 0:4     | 1:1 0:0 | ––––    | 1:1 2:3 | 1:6 2:3 | 3:0     | 1:1     | 2:0     |
| Jezero         | 0:0 1:0 | 1:4 0:8 | 1:0     | 3:0     | 4:1     | 2:3 1:1 | 1:1     | ––––    | 1:2 2:3 | 2:2     | 1:0     | 1:2 0:0 |
| Mladost        | 0:0     | 0:0 1:4 | 3:0     | 6:1 2:0 | 2:0     | 4:1     | 3:1     | 3:0     | ––––    | 5:2 2:1 | 1:1     | 1:3 4:0 |
| Otrant         | 1:0     | 0:2     | 0:1 0:0 | 0:1 1:1 | 0:1 0:2 | 1:1     | 1:4 2:0 | 2:0 1:2 | 1:2     | ––––    | 1:1 0:0 | 3:0     |
| Crvena Stijena | 1:1 2:1 | 0:4 1:2 | 0:0 0:2 | 3:0     | 2:3 1:1 | 2:1     | 0:1 0:3 | 1:0     | 1:5 2:1 | 0:0     | ––––    | 1:0     |
| Čelik          | 0:3     | 3:2     | 0:1 1:2 | 0:0 0:1 | 0:1 0:0 | 0:2     | 1:2 2:2 | 2:4     | 1:3     | 1:0 2:1 | 3:2 2:1 | ––––    |

## Spareggi
Penultima e terzultima della prima divisione sfidano seconda e terza della seconda divisione per due posti in Prva crnogorska fudbalska liga 2010-2011. Lo OFK Bar ha conquistato la promozione.